# Ariane versicolore
Chrysuronia versicolor
Espèce
Statut de conservation UICN

 LC  : Préoccupation mineure
Statut CITES
L'Ariane versicolore (Chrysuronia versicolor) est une espèce d'oiseaux de la famille des Trochilidae.

## Répartition
Son aire de répartition comprend l'Argentine, la Bolivie, le Brésil, la Colombie, le Paraguay, le Guyana et le Venezuela.

Carte de répartition.

## Habitats
Cette espèce habite divers milieux tropicaux ou subtropicaux : les forêts sèches et les forêts humides de basse altitude, les broussailles sèches mais aussi les anciennes forêts fortement dégradées.

## Sous-espèces
D'après Alan P. Peterson, il existe 6 sous-espèces :
- C. versicolor hollandi (Todd, 1913) ;
- C. versicolor kubtchecki Ruschi, 1959 ;
- C. versicolor millerii (Bourcier, 1847) ;
- C. versicolor nitidifrons (Gould, 1860) ;
- C. versicolor rondoniae Ruschi, 1982 ;
- C. versicolor versicolor (Vieillot, 1818).